# 그릭타운 (토론토)
그릭타운(영어: Greektown) 또는 댄포스(영어: The Danforth)는 캐나다 온타리오주 토론토에 있는 주거 및 상업 지역으로 댄포스 애비뉴를 따라 체스터 애비뉴에서 듀허스트 블루버드까지 위치해 있는 이 동네는 그리스계 캐나다인 디아스포라의 정착지이다.
퀸가와 킹스턴 로드를 설계한 미국의 건축업자인 아서 댄포스의 성을 딴 이 동네는 1910년으로 거슬러 올라가는 건축 양식과 그리스 식당은 물론 상점으로 알려져 있다. 이 지역은 제1차 세계 대전 이후에 그리스에서 캐나다 토론토로 건너온 그리스계 캐나다인들의 정착지 중 한 곳이였다.

## 역사

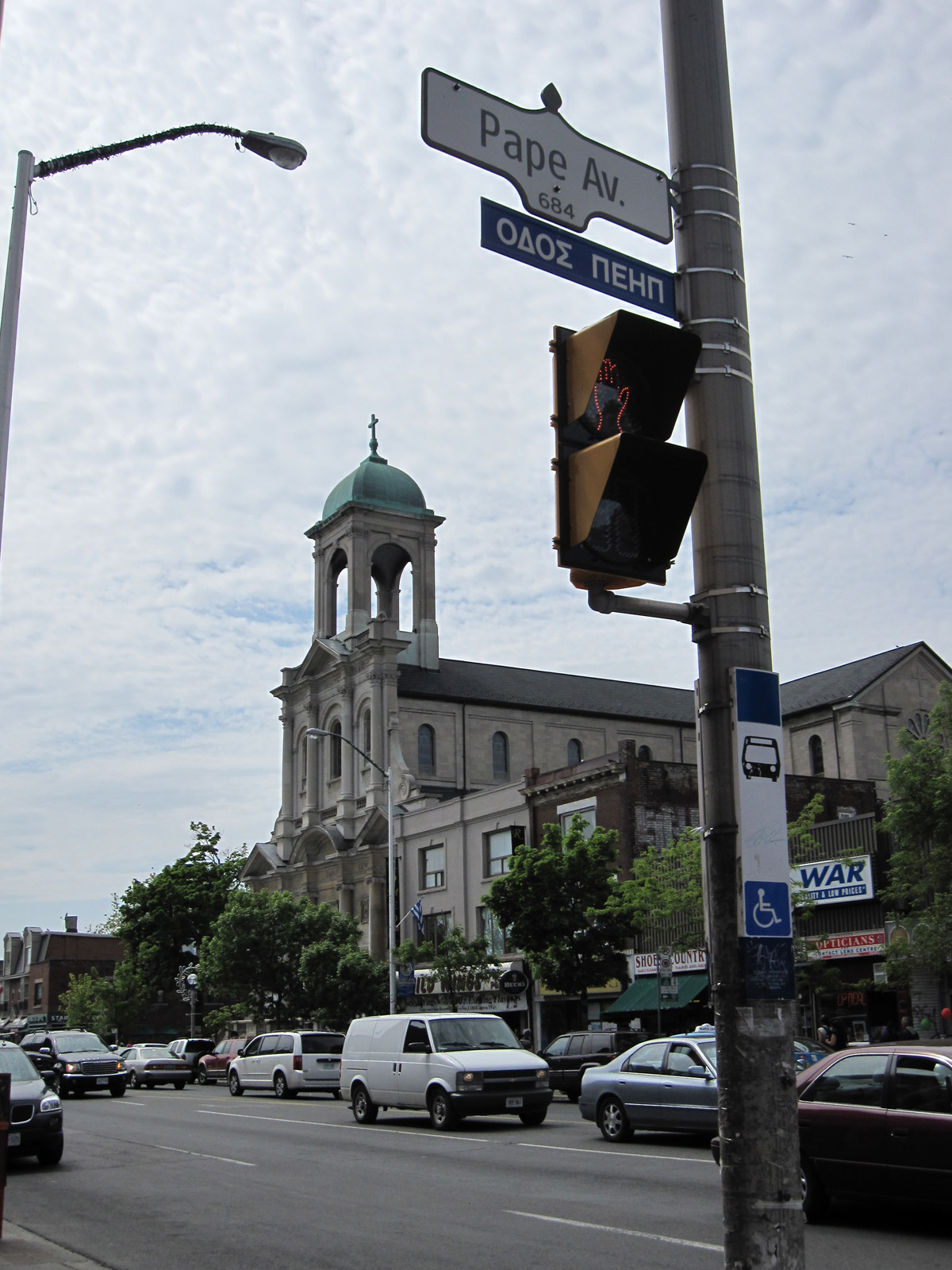
댄포스 애비뉴에서 바라본 그릭타운과 토론토 성의 교회

그리스인이 처음으로 캐나다에 이민 온 시점은 1843년, 크레타섬, 시로스섬, 스코펠로스섬과 같은 그리스의 섬 지역과 펠로폰네소스반도에서 몬트리올로 건너오면서였다. 1900년까지만 해도 산발적이였던 그리스발 이민은 20세기 초반에 가난, 전쟁 및 정치 불안정으로 급격히 증가하였다. 캐나다로 건너온 그리스인들은 대부분 주요 도시인 몬트리올과 토론토에 정착하였는데, 이는 초기 정착민들이 선원이였던 관계로 항구 도시를 선호하였고 또한 그리스에 있을 당시 어려웠던 농촌의 삶을 다시 겪고 싶지 않았기 때문이다. 이민자 수가 늘어나면서 그리스의 언어와 문화를 보전하기 위한 문화 시설이 모습을 갖추기 시작했다. 1909년에는 토론토에 처음으로 그리스 정교 교당이 세워졌고 종교와는 별도로 세속적인 그리스인회도 토론토를 포함한 캐나다 주요 도시에 형성되었다.
1912년과 13년에는 발칸 전쟁으로 수많은 젊은 그리스인들이 고국으로 돌아가 참전했고 이에 따라 이민도 주춤하였다. 1차 세계대전 당시 캐나다군에 입대해 참전한 그리스인들이 몇 명 있었는데, 당시 캐나다 군은 그리스인들이 이질적이라는 이유로 공개적으로 모병하려고 하진 않았지만 지원자들은 입대할 수 있었다. 2차 세계대전 때도 수많은 그리스계 캐나다인들이 군에 자원 입대해 참전하기도 하였다. 1920년대부터 1940년대까지는 그리스계 캐나다인들이 점차 자리를 잡으면서 토론토에 그리스인으로서의 정체성을 고지시키기 위해 "페리클레스의 아들들" (Sons of Pericles)과 같은 청년 및 청소년 단체가 토론토에 결성되었다.
물론 그리스인들이 처음 건너왔을 때 캐나다 사회에서 반기지는 않았다. 옷차림이 다른 캐나다인들에 비해 달랐고 이름과 언어, 억양이 달랐던 관계로 뭇매를 맞기도 하였다. 그리스를 포함한 동유럽 국가에서 온 이민자들은 캐나다에서 반기지 않았다. 1918년 8월 2일, 캐나다 군인이 토론토에 있는 한 그리스 카페에서 공격 당했고 그릭타운의 다른 그리스 카페와 식당도 재산 피해를 입었다. 그리스계 미국인 기자인 페트로스 타타니스는 이 사건에 항의하여 1918년 8월 5일 온타리오주 총독에 그리스계 캐나다인들이 이런 박해로부터 보호를 받을 수 있도록 해줄 것을 전보로 보냈다.
1918년까지만 해도 댄포스의 그릭타운은 대부분 농촌 지역이거나 별다른 개발이 없었던 곳이였다. 댄포스 애비뉴는 돈 계곡이 토론토의 동서를 갈랐기 때문에 이 지역은 1918년에 프린스 에드워드 고가교가 놓일 때까지 고립된 지역이였다. 하지만 고가교가 놓이면서 개발이 발빠르게 이루어졌다. 1950년대까지만 하더라도 아직까지 그리스인들이 대거 정착하지 않고 산발적으로 건너왔기 때문에 댄포스는 여전히 영어권 서민 동네였다.
2차 세계대전 이후 캐나다 정부는 국가 재건을 위해 이민 정책을 완화하였고 50년대에는 농부, 가사 도우미, 간호사 및 캐나다 고용자가 필요로 하는 다른 노동자와 기존에 정착했던 이민자들의 부모와 친구의 후원 등을 이민 전형으로 받아들여 그리스계 캐나다인 다수는 부모, 친구와 고향에 알고 있던 지인 중 캐나다에 오고 싶은 사람을 후원하였다. 1960년대부터는 캐나다 이민 정책이 기존의 인종 및 출신 지역 위주에서 교육 수준과 직업 능력으로 바뀌면서 전세계에서 능력을 갖춘 이민자들이 캐나다에 올 수 있었다. 하지만 이 기준에 맞지 않았던 일부 그리스인들은 이민 장벽을 극복하기 위해 관광객으로 우선 입국한 다음 현지에서 사람들과 연락이 닿아 영구 정착하는 방향으로 자리를 잡게 되었다.
댄포스는 1950년대에는 이탈리아에서, 60년대에는 군사 정권으로 그리스에서 다수 건너온 이민자들로 그릭타운의 규모를 넓혀갔고 70년대와 80년대에 들어서 댄포스는 북미에서 가장 큰 그릭타운으로 자리잡았다. 1981년 8월, 댄포스의 상인들은 댄포스빌리지 사업개선지역 (BIA)을 설립하였고 93년에는 BIA 측에서 사업개선지역 이름을 댄포스의 그릭타운 (GreekTown on the Danforth)로 변경하였다.
북미에서 가장 큰 그릭타운이라는 명성에도 불구하고 댄포스의 인구가 다양해지면서 동네에도 변화가 찾아왔다. 1970년대 초반부터 그리스인들은 댄포스에서 토론토의 교외 지역인 이토비코, 노스요크, 미시소가와 스카버러 등으로 이사갔고 70년대 중반과 80년대에도 그 추세는 계속 이어졌다. 사업개선지역이 댄포스의 그릭타운으로 그 이름을 바꾸면서 인근 주민들과 관광객들을 끌어모으고자 기존의 개성 없는 쇼핑몰을 대신할 "진정한 소수 민족 대안"을 제시하여 동네를 그리스풍 관광 명소로 포장하고자 하였다. 그리스인 사업주들에게 장사 기회를 제공하기 위해 마련했던 관광지 조성은 외부 기업들이 몰려오고 팀 호턴스, 스위스 샬레, 스타벅스, 세컨드 컵과 같은 체인점들이 입주하면서 젠트리피케이션이 가속되었다. 부동산 가격도 댄포스 남쪽의 리버데일을 중심으로 치솟았고 댄포스에 있던 그리스 카페와 식당은 리모델링으로 여피족들을 겨냥하였다.
2018년 7월 22일, 그릭타운에서 총기 난사가 일어나 용의자를 포함한 3명이 사망하였고 13명이 부상당했다. 용의자는 29세 파키스탄계 캐나다인 남성이였던 파이살 후세인으로 그는 정신증과 우울증이 있었던 것으로 파악된다.

## 테이스트 오브 더 댄포스

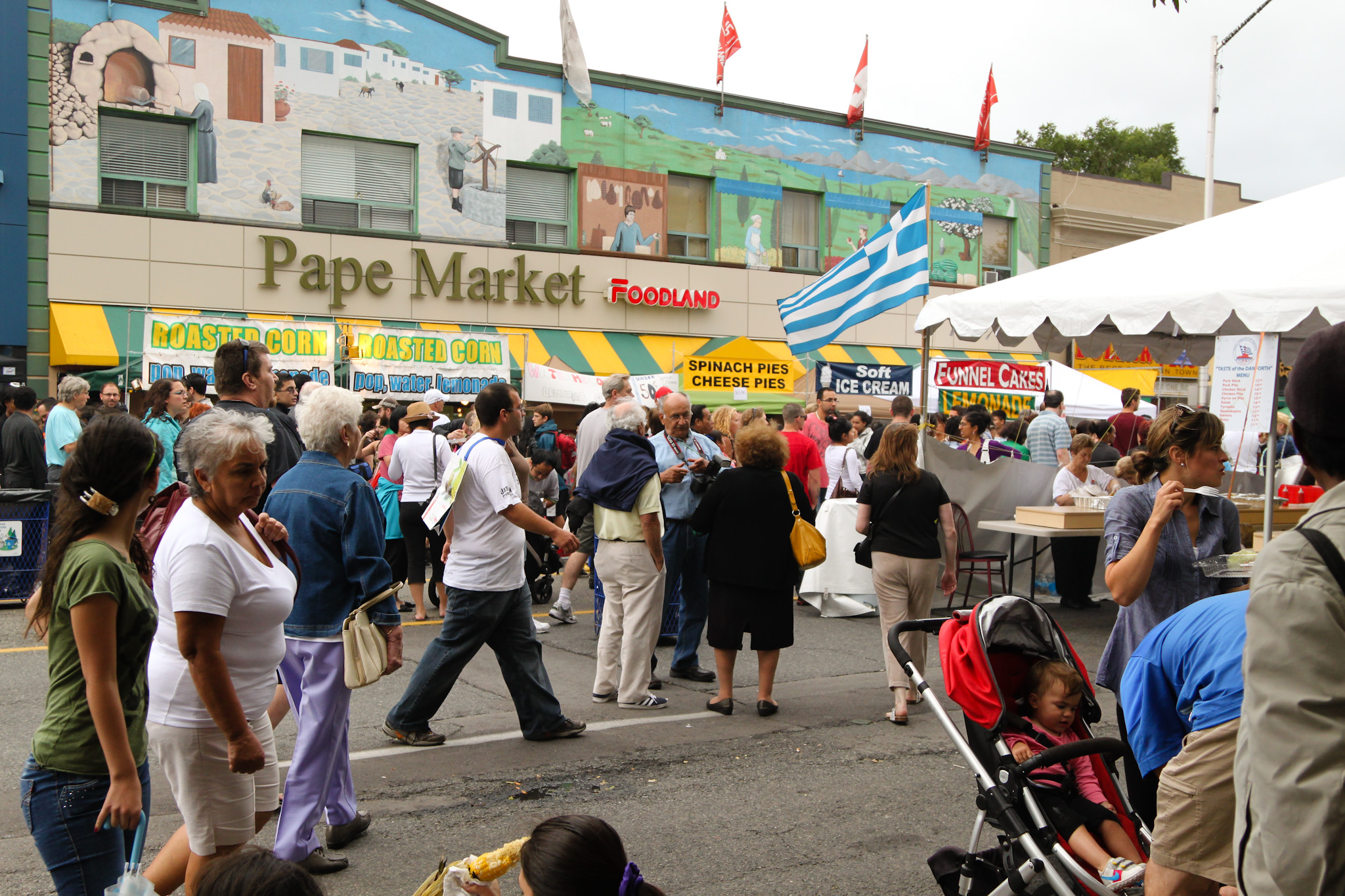
테이스트 오브 더 댄포스는 매년 8월에 그릭타운에서 열리는 그리스 음식과 문화를 기념하는 축제이다.

매년 8월 중순에 열리는 《테이스트 오브 더 댄포스》 (Taste of the Danforth)는 댄포스에서 사흘에 걸쳐 열리는 대형 음식 축제이다. 별다른 입장료 없이 이 축제는 댄포스 애비뉴 연선을 따라 브로드뷰에서 존스 애비뉴까지의 식당에서 파는 음식을 시식할 수 있다. 음식은 대부분 그리스 음식이지만 태국, 중국, 브라질, 인도, 일본 음식 등도 찾아볼 수 있다. 그 외에도 게임, 어린이 놀이기구, 인공암벽, 스트리트 하키와 농구 등 놀잇거리도 있으며, 야외 상설 무대에서는 그리스 음악과 춤에 초점을 둔 무대를 포함해 전세계의 음악을 선보인다. 1993년 첫 개최 당시 5천 명이 참여했던 이 축제는 2019년에 160만 명이 참석하여 토론토의 주요 축제로 거듭났다.